# Sympagella gracilis
Sympagella gracilis är en svampdjursart som beskrevs av Schulze 1903. Sympagella gracilis ingår i släktet Sympagella och familjen Rossellidae.
Artens utbredningsområde är havet kring Indonesien. Inga underarter finns listade i Catalogue of Life.